# Stazione di Strasburgo
La stazione di Strasburgo  è la principale stazione ferroviaria a servizio di Strasburgo e della sua agglomerazione, situata nel dipartimento delle Basso Reno, regione Alsazia.
È servita da TGV e dal TER Alsazia.
La sua apertura all'esercizio avvenne nel 1846.